# Мисс США 1961
Мисс США 1961 (англ. Miss USA 1961) — 10-й конкурс красоты Мисс США, прошедший 13 июля 1961 года, в Майами-Бич, Флорида. Победительницей конкурса стала Шэрон Браун из штата Луизиана. На Мисс Вселенная 1961 года Шэрон стала 4-й Вице-Мисс.

## Результаты
| Итоговое место | Участница |
| -------------- | --- |
| Мисс США 1961  | - Луизиана — Шэрон Браун |
| 1-я Вице Мисс  | - Калифорния — Памела Стеттлер |
| 2-я Вице Мисс  | - Невада — Карен Веллер |
| 3-я Вице Мисс  | - Нью-Йорк — Александра Кьюрри |
| 4-я Вице Мисс  | - Алабама — Сьюллен Робинсон |
| Топ 10         | - Коннектикут — Флоренция Майетт - Кентукки — Марсия Чамблер - Массачусетс — Илэйн Кьюзик - Мичиган — Патриция Сквайрса - Миссисипи — Марлен Бритш - Небраска — Гейл Вейнсток - Нью-Джерси — Диана Гьерсон - Род-Айленд — Джоан Зеллер - Юта — Джанет Хаули - Западная Виргиния — Кэти МакМанавэй |

## Штаты-участницы
| - Айдахо — Делкен Росситер - Айова — Дианна Остерманн - Алабама — Сьюллен Робинсон - Аляска — Джуди Онстад - Аризона — Ширли Оуенс - Арканзас — Микки Ламберт - Вайоминг — Джуди Уолтон - Вермонт — Сьюзан Нельсон - Виргиния — Бонни Джонс - Висконсин — Карен Рейсвебер - Джорджия — Пэтси Гидденс - Делавэр — Нина Лу Ринглер - Западная Виргиния — Кэти МакМанавэй - Иллинойс — Дайанна Даффи - Индиана — Дженис Оливер - Канзас — Дикси Ли Кук - Калифорния — Памела Стеттлер - Северная Каролина — Мари Клибёрн - Кентукки — Марсия Чумблер - Коннектикут — Флоренция Майетт - Луизиана — Шэрон Браун - Массачусетс — Элейн Кузик | - Миссисипи — Марлен Бритш - Миссури — Джоан Робертс - Мичиган — Патрисия Сквайрс - Мэн — Барбара Дайер - Мэриленд — Гейл Бакстер - Невада — Карен Веллер - Небраска — Гейл Вайншток - Нью-Гэмпшир — Эллен Липсоном - Нью-Джерси — Диана Гьерсон - Нью-Мексико — Георги Эдвардс - Нью-Йорк — Александра Кьюрри - Огайо — Алиса Инглеманн - Вашингтон (округ Колумбия) — Патриция Брюнетт - Пенсильвания — Нейла Нельсон - Род-Айленд — Джоан Зеллер - Теннесси — Анита Аткинс - Техас — Шейла Вэйд - Флорида — Пегги ДеФрейтс - Южная Каролина — Ивонн Квик - Южная Дакота — Шерон Хоффман - Юта — Джанет Хаули |

Представительницы следующих штатов не принимали участие: Колорадо, Гавайи, Миннесота, Монтана, Северная Дакота, Оклахома, Орегон, Вашингтон